# Ratko Mladić
Ratko Mladić (serbisk kyrilisk: Ратко Младић; født 12. marts 1943 i Božanovići, dav. Den Uafhængige Stat Kroatien; nuv. Bosnien-Hercegovina) er en tidligere bosnisk-serbisk generaloberst, der var øverstkommanderende for hærstyrkerne i Republika Srpska (den Bosnisk-serbiske hær) under den krig, som foregik i Bosnien mellem 1992 og 1995. 
I 1996 blev Mladić anklaget for krigsforbrydelser sammen med andre ledere af det Det internationale tribunal til pådømmelse af krigsforbrydelser i det tidligere Jugoslavien i Haag. Han blev anklaget for at have ansvaret for Srebrenica-massakren på 8.100 mænd og drenge den 11. juli 1995. Begivenheden omtales ofte som "Europas værste folkedrab siden 2. verdenskrig"

## Barndom
Mladić blev født i Kalinovik i Bosnien-Hercegovina, der på det tidspunkt var en del af den uafhængige stat Kroatien, der kun eksisterede ganske kortvarigt under nazistisk beskyttelse. Det var en stat, som blev skabt efter den tysk-italienske invasion i Jugoslavien i 1941. Hans far blev dræbt af folk fra den fascitiske Ustasja-bevægelsen i foråret 1945.

## Rolle i de jugoslaviske krige
I juni 1991 blev Mladić forflyttet til Knin som chef for den jugoslaviske folkehærs 9. korps under kampene mellem folkehæren og kroatiske styrker. Den 4. oktober 1991 blev han forfremmet til generalmajor. Folkehærens styrker deltog under hans ledelse i krigen i Kroatien, og blandt meget andet hjalp Mladić de paramilitære styrker under Milan Martić med at besætte den kroatiske landsby Kijevo.
Den 24. april 1992 blev Mladić forfremmet til generaloberst, og den 9. maj samme år overtog han posten som stabschef for den jugoslaviske folkehærs 2. militærhovedkvarter ved Sarajevo. Den 10. maj blev Mladić chef for dette hovedkvarter.
Den 12. maj 1992 besluttede den Bosnisk-serbiske forsamling at skabe Republika Srpska, og samtidig blev Mladić udnævnt til stabschef for den nye republiks hærstyrker. Det var en position, som han beholdt indtil december 1996.

## Anklagen ved Det internationale tribunal til pådømmelse af krigsforbrydelser i det tidligere Jugoslavien
Den 24. juli 1995 anklagede tribunalet Mladić for folkedrab, forbrydelser mod menneskeheden og talrige krigsforbrydelser (herunder forbrydelser i forbindelse med snigskyttekampagnen mod civile i Sarajevo). Den 16. november 1995 blev anklagerne udvidet til at omfatte folkedrab, forbrydelser mod menneskeheden og krigsforbrydelser i forbindelse med angrebet på den FN-beskyttede sikkerhedszone omkring Srebrenica i juli 1995. Mladić er også ansvarlig for gidseltagning blandt FNs fredsbevarende styrker. 
Som flygtet anklaget antog man, at han enten opholdt sig i Serbien eller i Republika Srpska. Men efterhånden førte en række rygter om hans opholdssted til mistanke om, at oplysninger om hans opholdssted kunne være sat i omløb for at skjule hans spor. Mladić hævdedes at være blevet set som tilskuer ved en fodboldkamp mellem Kina og Jugoslavien i Beograd marts 2000; at han var blevet set i en forstad til Moskva, og at man jævnligt kunne se ham i Thessaloniki og Athen samt at han skulle have opholdt sig i sin egen bunker fra krigens tid i Han Pijesak, ikke langt fra Sarajevo, eller et sted i Montenegro.
Den serbiske regering går på listesko, hvad angår indfangning af populære personer som er anklagede for gerninger i borgerkrigen. På den ene side ønsker regeringen at fastholde sine støtter, på den anden side vil statsrepræsentationen i Serbien og Montenegro gerne opfylde krav fra Haag-tribunalet for at kunne forhandle om optagelse i EU. Den 21. februar 2006 blev det offentliggjort, at Mladić skulle være blevet arresteret i den serbiske hovedstad, Beograd, og at han var under overførelse via den bosniske by, Tuzla, til FN-tribunalet i Haag. Arrestationen blev afvist af den serbiske regering, som på den anden side ikke ville afvise rygter om en planlagt overgivelse efter forhandlinger mellem Mladić og serbiske specialstyrker.
26. maj 2011 blev Mladić faktisk arresteret i byen Lazarevo i Serbien, hvorefter han blev ført til krigsforbrydertribunalet i Haag. Den offentlige mening i Serbien er delt for og mod Ratko Mladić.